# الدين وأفراد مجتمع الميم

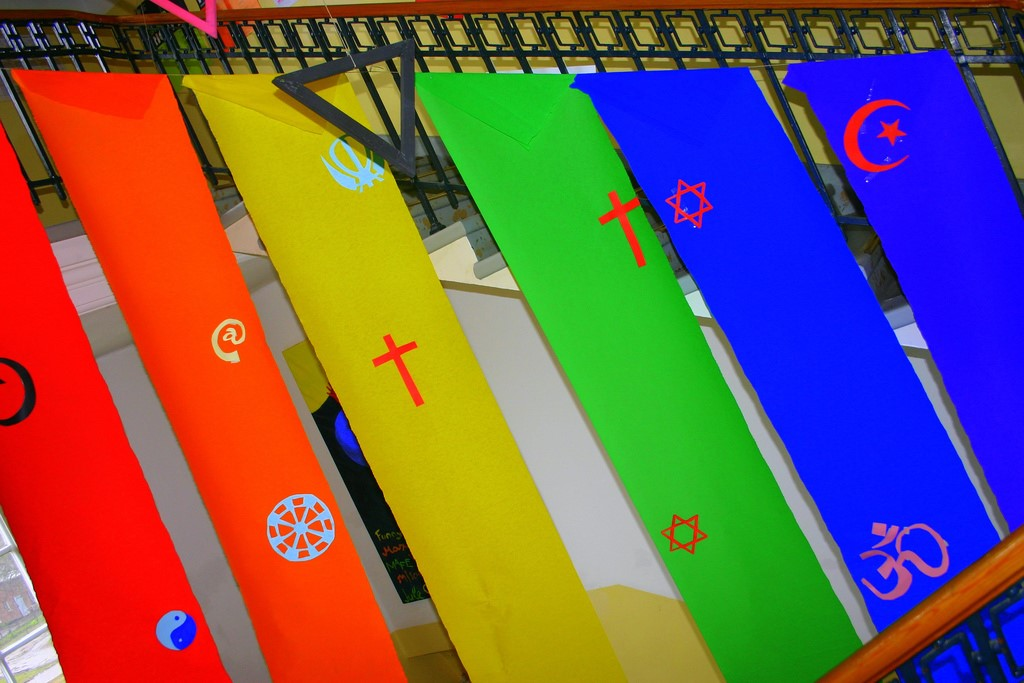
رموز كبرى الديانات في العالم على أعلام قوس قزح في ألمانيا.

يمكن أن تختلف العلاقة بين الدين والمثليات والمثليين ومزدوجي الميل الجنسي ومغايري النوع الاجتماعي (أفراد مجتمع الميم أو إل جي بي تي) اختلافًا كبيرًا عبر الزمان والمكان، وداخل الأديان والطوائف المختلفة وفيما بينها، وفيما يتعلق بالأشكال المختلفة للمثلية الجنسية، وازدواجية الميول الجنسية، والهويات غير الثنائية والمغايرة للنوع الاجتماعي. تتفاوت العلاقة بين الدين والجنسانية عمومًا على نطاق واسع بينهما وضمنهما، من إعطاء الجنس والجنسانية دلالة سلبية إلى حد ما، إلى الاعتقاد بأن الجنس هو أسمى تعبير عن الإله.
يلعب الدين دورًا مهمًا في كيفية رؤية المجتمعات التي تعتمد المعيارية المغايرة لأفراد مجتمع الميم والأزواج المثليين، وقدراتهم على أن يكونوا كيانات وظيفية في السياقات المجتمعية، وفقًا لعلماء الاجتماع والباحثين في العلوم الاجتماعية. قد تنظر بعض الهيئات والنصوص والمذاهب المرجعية لأكبر الديانات في العالم إلى هذه الأمور بشكل سلبي، لا سيما تلك التي تنتمي إلى الديانات الإبراهيمية. يمكن أن يتراوح هذا من التمييز وعدم التشجيع على الإفصاح عن الذات الموجه لأفراد مجتمع الميم، والتحريم بوضوح للأنشطة الجنسية المثلية و/أو إعادة التخصيص الجنسي بين الأتباع، ومعارضة القبول الاجتماعي لهويات أفراد مجتمع الميم، وصولًا إلى التجريم وممارسة العنف ضدهم، مثل عقوبة الإعدام للأشخاص الذين ينخرطون في الممارسات الجنسية المثلية، بينما قد يتسامحون مع إعادة التخصيص الجنسي في حالات محددة.
تميل الأصوات الليبرالية والتقدمية داخل هذه الأديان إلى النظر إلى الأشخاص من مجتمع الميم بشكل أكثر إيجابية، وقد تبارك بعض الطوائف الدينية الليبرالية زواج المثليين، فضلًا عن قبول وتزويج مغايري النوع الاجتماعي. استوعبت بعض الثقافات والأديان تاريخيًا، و/أو مأسست و/أو وقّرت و/أو تسامحت مع العلاقات المثلية والهويات اللامغايرة جنسيًا، إذ يمكن أن نجد ذلك ضمن الأساطير والتقاليد في العديد من الأديان حول العالم، ويمكن أن نحدد عناصر التضمين الديني والثقافي للهويات غير المغايرة في التقاليد التي بقيت حتى العصر الحديث، مثل البرداش (ذوي الروحين)، والهجرة، والخنيث.

## وجهات النظر الدينية لأفراد مجتمع الميم
وجد مسح أسترالي لعام 2006، أن أفراد مجتمع الميم الأستراليين كانوا أكثر انتماءً للأديان مقارنة بالسكان الأستراليين بشكل عام، وأقل انتماءً للطوائف المسيحية، وأكثر ميلًا للانتماء إلى ديانة غير مسيحية. كان توزع الأديان التي نشأ فيها أفراد مجتمع الميم الأستراليين مشابهًا للسكان بشكل عام. كان الرجال مزدوجي الميول الجنسية أكثر ميلًا لاعتناق المسيحية وبقائهم على دينهم، ينما كانت المثليات أكثر ميلًا للتخلي عن الدين الذي نشأن فيه وغير المعتنقات له حاليًا.
وجد بحث أكاديمي عام 2007 حول معتقدات أفراد مجتمع الميم النيوزيلنديين أن 73% ليس لديهم انتماء ديني، و14.8% كانوا مسيحيين، و2.2% كانوا بوذيين، بينما أفاد تعداد عام 2001 أن سكان نيوزيلندا بشكل عام كانوا بنسبة 59.8% من المسيحيين و29.2% ممن ليس لديهم انتماء ديني. يمكن معرفة- بعد النظر إلى التغيير منذ عام 1966- أن أفراد مجتمع الميم قد تخلوا عن انتمائهم للمسيحية بمعدل 2.37 أعلى مقارنة بمعدل عامة السكان في نيوزيلندا. أفاد 59.8% من النيوزيلنديين في الاستطلاع بأنهم يؤمنون بقوة روحية أو إله أو آلهة. اختلف ذلك بشكل كبير حسب النوع الاجتماعي، إذ أبلغ 64.9% من النساء عن مثل هذا الاعتقاد بينما بلغت نسبة المبلغين من الرجال 55.5%.
تعدّ الجنيات الراديكالية حركة روحية كويرية عالمية، تأسست عام 1979 في الولايات المتحدة. مجتمعات الجنيات الراديكالية مستوحاة بشكل عام من الروحانيات الأصلية أو التقليدية، لا سيما تلك التي تتضمن مدركات كويرية.

## المجموعات الدينية والسياسات العامة
ترتبط معارضة زواج المثليين وحقوق مجتمع الميم بآراء دينية محافظة غالبًا. شجعت جمعية الأسرة الأمريكية والجماعات الدينية الأخرى على مقاطعة الشركات التي تدعم سياساتها مجتمع الميم.
تدعم جمعية الكونيين الموحدين حرية الزواج، وتقارن ممانعتها بممانعة إلغاء العبودية، وحق المرأة في التصويت، وإنهاء قوانين مناهضة تمازج الأجناس.
يواجه المثليون والمثليات مشاكل خاصة في الدول الإسلامية المحافظة، إذ تحظر القوانين بشكل عام السلوك الجنسي المثلي. يحمل تفسير الشريعة حول المثلية الجنسية للذكور عقوبة الإعدام، مع اعتبار هذا النوع من التمييز انتهاكًا لحقوق الإنسان من قبل خبراء حقوق الإنسان الدوليين ومنظمات حقوق الإنسان مثل منظمة العفو الدولية.
وقع 67 عضوًا في الأمم المتحدة على إعلان الأمم المتحدة المقترح بشأن حقوق مجتمع الميم، بعد توقيع الولايات المتحدة عام 2009. قدمت الدول الإسلامية بيانًا معارضًا، وقعته 57 دولة عضو، معظمها في أفريقيا وآسيا. لم توقع 68 دولة من إجمالي 192 دولة بعد على أي من البيانين.

## وجهات نظر ديانات معينة

### الأديان الإبراهيمية
أكدت الأديان الإبراهيمية بما فيها اليهودية، والسامرية، والمسيحية، والعقيدة البهائية، والإسلام -وأيدت- تقليديًا نهجًا أبويًا ومعياريًا غيريًا تجاه الجنس البشري، لصالح الجماع المهبلي الاختراقي بين الرجال والنساء ضمن حدود الزواج على جميع أشكال النشاط الجنسي البشري، بما في ذلك الشبق الذاتي، والاستنماء، والجنس الفموي، والاتصال الجنسي الخارجي اللاغيري (التي صُنفت جميعها في الغالب «لواطًا» معظم الأحيان)، منتهجةً إيمانًا وتثقيفًا أن مثل هذه السلوكيات محرمة لأنها تعتبر آثمة، ومقارنتها أو اعتبارها مشتقة من سلوك السكان المزعومين في سدوم وعمورة. ما زال وضع أفراد مجتمع الميم في بدايات المسيحية وبدايات الإسلام موضع نقاش.

#### الإسلام
تأثرت المواقف تجاه مجتمع الميم وتجاربهم في العالم الإسلامي بتاريخه الديني والقانوني والاجتماعي والسياسي والثقافي. يمكن أن يكون للوصمة الدينية والمحرمات الجنسية المرتبطة بالمثلية الجنسية في المجتمعات الإسلامية آثار عميقة على أولئك المسلمين الذين يعرّفون أنفسهم على أنهم أفراد من مجتمع الميم. تتواجد معظم المنظمات الإسلامية التي تؤيد مجتمع الميم والتجمعات الفردية أساسًا في العالم الغربي ودول جنوب آسيا، إذ يُعرفّون أنفسهم عادة كحركات ليبرالية وتقدمية داخل الإسلام.
يحرم الفقه الإسلامي الأفعال المثلية ويفرض عليها عقوبات مختلفة، بما في ذلك الجلد والرجم والإعدام، وذلك حسب الحالة والمذهب. ساد التسامح مع العلاقات المثلية بشكل عام في المجتمعات الإسلامية ما قبل الحديثة، وتشير السجلات التاريخية إلى عدم التذرع بهذه القوانين بشكل متكرر، خاصة في حالات الاغتصاب أو غيره من «التعديات الصارخة بشكل استثنائي على الآداب العامة».
شهدت المواقف العامة تجاه المثلية الجنسية في العالم الإسلامي تغيرًا سلبيًا ملحوظًا بدءًا من القرن التاسع عشر من خلال الانتشار العالمي للحركات الأصولية الإسلامية مثل السلفية والوهابية، وتأثير المفاهيم الجنسية والأعراف التقييدية السائدة في أوروبا في ذلك الوقت، إذ أبقت بلدان عدة ذات أغلبية مسلمة على عقوبات جنائية على الأفعال المثلية الجنسية التي سُنت في ظل الحكم الاستعماري الأوروبي.
استمر التحيز الشديد والتمييز والعنف ضد المثليين في الآونة الأخيرة، اجتماعيًا وقانونيًا، في معظم أنحاء العالم الإسلامي، وتفاقمت بسبب المواقف الاجتماعية المحافظة بشكل متزايد وصعود الحركات الإسلامية في البلدان ذات الأغلبية المسلمة. هناك قوانين ضد الأنشطة الجنسية المثلية في عدد كبير من البلدان ذات الأغلبية المسلمة، والتي تنص على عقوبة الإعدام في عدد محدود منها.